# Cantón de Saint-Georges-du-Vièvre
El cantón de Saint-Georges-du-Vièvre era una división administrativa francesa, que estaba situada en el departamento de Eure y la región de Alta Normandía.

## Composición
El cantón estaba formado por catorce comunas:
- Épreville-en-Lieuvin
- La Noë-Poulain
- La Poterie-Mathieu
- Lieurey
- Noards
- Saint-Benoît-des-Ombres
- Saint-Christophe-sur-Condé
- Saint-Étienne-l'Allier
- Saint-Georges-du-Mesnil
- Saint-Georges-du-Vièvre
- Saint-Grégoire-du-Vièvre
- Saint-Jean-de-la-Léqueraye
- Saint-Martin-Saint-Firmin
- Saint-Pierre-des-Ifs

## Supresión del cantón de Saint-Georges-du-Vièvre
En aplicación del Decreto n.º 2014-241 de 25 de febrero de 2014, el cantón de Saint-Georges-du-Vièvre fue suprimido el 22 de marzo de 2015 y sus 14 comunas pasaron a formar parte del nuevo cantón de Beuzeville.